# Tebajakke
En tebajakke er en enkeltradet jakke, der er uforet i bryst og skulder, med skjorte-agtige ærmer, uden slids og et revers uden jak.. Den blev oprindeligt designet som en skydejakke, der skulle gøre det nemt at hæve albuen, når man skulle skyde. Den blev fremstillet første gang i Zarautz, Spanien, og blev navngivet efter den 22. jarl af Teba, Carlos Alfonso Mitjans y Fitz-James Stuart, der fik et tilsvarende stykke beklædning som gave af Alfonso 13. under en storvildtjagt i Spanien. Tebajakken er siden blevet brugt som en type spansk landbeklædning, men også som en jakke til bybeklædning i hele verden.
Jarlen af Teba, som fik kælenavnet "Bunting", blev betragtet som en af verdens bedste skytter i sin levetid, og var grannevø af kejserinden af Frankig, Eugenia de Montijo, samt afkommer af James 2. via huset FitzJames.